# أحمد الفقيه حسن
أحمد الفقيه حسن (الجد). أحد الشخصيات الثقافية والشعرية في ليبيا. ولد في طرابلس الغرب ليبيا سنة 1843م وبها توفي سنة 1886م.
زار مصر والحجاز وتركيا وباريس.
تلقى تعليمه بطرابلس في مدرسة عثمان باشا، وفيها شغل وظيفة كاتب بقصر الولاية «القلم العربي».

## الإنتاج الشعري
ليس له ديوان مطبوع، وما يعرف من شعره جمعه ودرسه وحققه: محمد مسعود جبران، ونشره تحت عنوان شامل: (أحمد الفقيه حسن - «الجد» وتحقيق ما تبقى من آثاره ووثائقه) - مركز جهاد الليبيين للدراسات التاريخية - ط1 - طرابلس الغرب 1988، وله سفينة في الموشحات فقدت في السنوات الأخيرة.

## اقرأ أيضا
- محمد بن مسعود فشيكة
- بشير السعداوي